# Junco (Santa Catarina)
Junco es una localidad caboverdiana del municipio de Santa Catarina.

## Geografía
La localidad está situada en la isla de Santiago.

## Organización territorial
La localidad abarca los lugares y barrios de:
- Aguada
- Chão de Banana
- Cruz de Picos
- Curral Grande
- Junco Baixo
- Junco Riba